# Aristolochia pentandra
Aristolochia pentandra là một loài thực vật có hoa trong họ Aristolochiaceae. Loài này được Sessé & Moç. mô tả khoa học đầu tiên năm 1894.